# عادة (حديبو)
عادة هي إحدى قرى مديرية حديبو التابعة لمحافظة سقطرى، بلغ تعداد سكانها 78 نسمة حسب تعداد اليمن لعام 2004.